# Szalagos csigászkánya
A szalagos csigászkánya (Rostrhamus sociabilis) a madarak osztályának vágómadár-alakúak (Accipitriformes) rendjébe és a vágómadárfélék (Accipitridae) családjába és a kányaformák (Milvinae) alcsaládjába tartozó faj.
A legtöbb rendszerben a Rostrhamus nem egyetlen faja, mert közeli rokonát, a horgascsőrű csigászkányát  (régebbi nevén (Rostrhamus hamatus)) önálló nembe, a Heliocelestes nembe sorolják (Helicolestes hamatus) néven.

## Előfordulása
Florida középső és déli részétől Közép-Amerikán keresztül Argentína nedves pampáiig fordul elő. Él Kuba szigetén is. Bokros-fás mocsarakban, nedves legelőkön lakója.

## Alfajai
A szalagos csigászkányának négy egymástól földrajzilag jól elkülöníthető alfaja van:
- dél-amerikai csigászkánya (Rostrhamus sociabilis sociabilis) - Nicaragua déli részétől délre Dél-Amerika nagy részén honos egészen Argentínáig él.
- mexikói csigászkánya (Rostrhamus sociabilis major) - Mexikó délkeleti részén és Guatemalában fordul elő.
- floridai csigászkánya (Rostrhamus sociabilis plumbeus) - Florida középső és déli részén él. Elsősorban az Everglades mocsárvidéken honos. 2007-ben figyelték meg ezt az alfajt először Floridán kívül, amikor is felbukkant egy példány Észak-Karolinában.
- kubai csigászkánya (Rostrhamus sociabilis levis) - Kuba szigetén és a közeli Isla de la Juventud szigetén honos.

## Megjelenése
Testhossza 45 centiméter, szárnyfesztávolsága 120 centiméter. A hím palaszürke, lába narancsvörös, kopasz arcbőre szintén. A tojó háta sötétbarna, homloka fehér, szeme fölött fehéres csík látható. Hasa világos- és sötétbarna foltokkal borított. Mindkét nem felső csőrkávája erőteljesen lefelé hajló, hegye erősen meghosszabbodott.

## Életmódja
Gyakran látni mocsaras területek felett viszonylag alacsonyan repülni. Szívesen telepedik kerítésoszlopokra vagy fatörzsekre, itt eszi meg zsákmányát is. Tápláléka majdnem kizárólag a Pomacea nemzetség nagy tüdőscsigáiból áll. Az akár ökölnyi méretű csigák be tudják zárni házukat. A csigászkánya megnyúlt felső csőrkávájával leszakítja ezt a „fedőt", és kihúzza a csigát házából, amit aztán lepottyant a földre. Ezért általában nagy halom üres csigaház van a fák alatt, ahol enni szokott.

## Szaporodása
Fészkét cserjékre vagy fákra építi, sokszor a víz fölé. 2-4 tojása fehéres, barna pettyes. Főként a tojó kotlik, a hím csak nagy ritkán váltja le.

## Fordítás
- Ez a szócikk részben vagy egészben  a   Schneckenweih című német Wikipédia-szócikk ezen változatának fordításán alapul.  Az eredeti cikk szerkesztőit annak laptörténete sorolja fel. Ez a jelzés csupán a megfogalmazás eredetét és a szerzői jogokat jelzi, nem szolgál a cikkben szereplő információk forrásmegjelöléseként.